# Auguste Pittaud de Forges
Auguste Pittaud de Forges est un auteur dramatique français né le 5 avril 1803 (15 germinal an XI) dans l'ancien 2e arrondissement de Paris et mort le 28 septembre 1881 à Saint-Gratien,.

## Biographie
Né Auguste Pittaud, 637, rue Chabanais, section Lepeletier de Paris, il commence sa carrière littéraire sous le pseudonyme de Deforges, de Forge ou Desforges. En 1861, il est autorisé par décret impérial à joindre officiellement à son patronyme celui de de Forges,. Il a également utilisé le nom de plume de Paul de Lussan.
En 1829, il se marie à Jeanne Hirthé, dont il est veuf à sa mort. Leur fils Philippe (° 1833 - † 1904) est inspecteur des théâtres. Il le décore de la croix de chevalier de la Légion d'honneur le 18 février 1873 .
Par sa mère, Edmée "Pulchérie" Brûlart de Genlis de Sillery, dont il est le fils naturel, il a pour aïeule Félicité de Genlis .

## Œuvres
- Vert-Vert, comédie en 3 actes d'Auguste Pittaud de Forges et d'Adolphe de Leuven, théâtre du Palais-Royal lire en ligne sur Gallica, 1832
- Sophie Arnould, vaudeville en 3 actes d'Adolphe de Leuven, Pittaud de Forges et Dumanoir, théâtre du Palais-Royal 1833.
- La Danseuse de Venise, comédie en 3 actes mêlée de chant d'Emmanuel Théaulon, et Auguste Pittaud de Forges, théâtre du Palais-Royal, 5 décembre 1834.
- Les Charmettes de Jean-François Bayard, Auguste Pittaud de Forges et Louis-Émile Vanderburch, Théâtre du Palais-Royal, 1834
- La Périchole ou la Vierge du soleil, comédie en 1 acte d'Emmanuel Théaulon et Auguste Pittaud de Forges, théâtre du Palais-Royal, 21 octobre 1835.
- Le Père Latuile ou le Cabaret de la barrière de Clichy, souvenir de 1814 en un acte, vaudeville de Pittaud de Forges et d'Adolphe de Leuven, théâtre de la Porte-Saint-Antoine (3 décembre 1835) [lire en ligne].
- Carmagnole ou Les Français sont des farceurs, vaudeville épisode des guerres d'Italie en un acte d'Emmanuel Théaulon, Ernest Jaime et Pittaud de Forges, théâtre des Variétés, 31 décembre 1837.
- Une jambe anonyme, vaudeville en 1 acte, Librairie théâtrale, Paris, 1859 signé Adrien Robert, en collaboration avec Auguste Pittaud de Forges. — Créé le 7 mai 1859 au Théâtre du Palais-Royal.
- La Veuve Grapin, opéra-comique en un acte, de Friedrich von Flotow, livret d'Auguste Pittaud de Forges, créé le 21 septembre 1859 au théâtre des Bouffes-Parisiens

Il est l'auteur d'autres nombreux vaudevilles en collaboration avec Émile Vanderburch, Clairville, Adrien Robert, etc. ainsi que des livrets de plusieurs opéras comiques et opérettes pour Jacques Offenbach, Adolphe Adam :
- Jacques Offenbach : L'Alcôve, opéra comique en 1 acte (1847), Luc et Lucette, opéra comique en 1 acte (1854), Paimpol et Périnette, saynète en 1 acte (1855), Le 66, opérette en 1 acte (1856), Les Vivandières des zouaves, opéra bouffe en 1 acte (1859), Fleurette (c. 1863), opéra comique en 1 acte (1872);
- Adolphe Adam : Le Bijou perdu, 1853 ; Les Pantins de Violette, 1856.

Publications sous pseudonyme :
- Le Fils de l'homme, souvenirs de 1824, signé Paul de Lussan.  (ISBN 978-1279117231)

## Distinctions
Nommé chevalier (5 juin 1850) et promu officier de la Légion d'honneur le 12 août 1862 (sous-directeur au ministère de la Guerre), il était aussi commandeur de l'ordre de Saint-Grégoire-le-Grand  (Vatican), commandeur en date du 29 mai 1854 de l'ordre d'Isabelle la Catholique (Espagne) , officier de l'ordre de Léopold  (Belgique) et chevalier de l'ordre des Saints-Maurice-et-Lazare (Italie).

## Iconographie

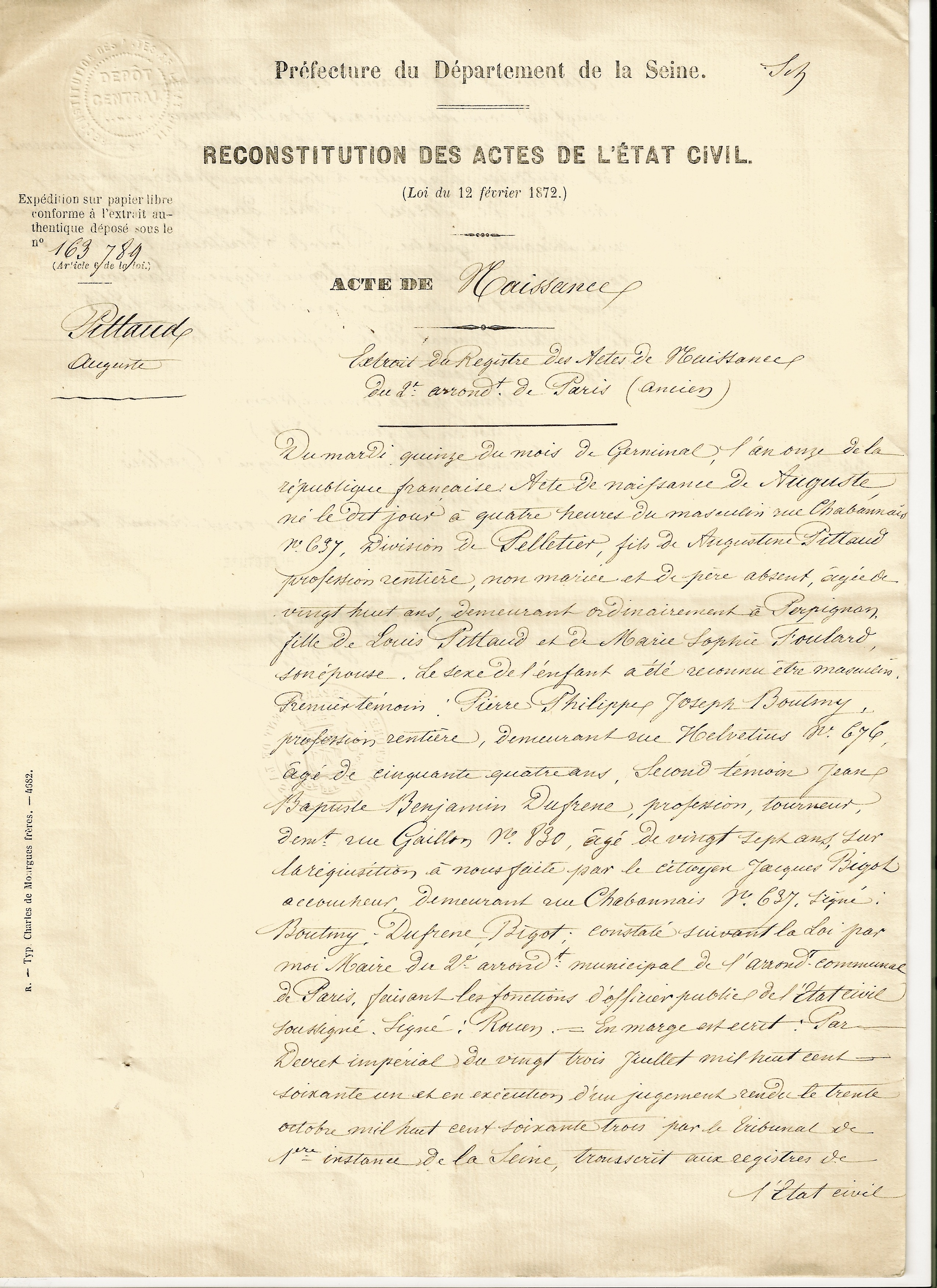
Acte de naissance reconstitué (recto)
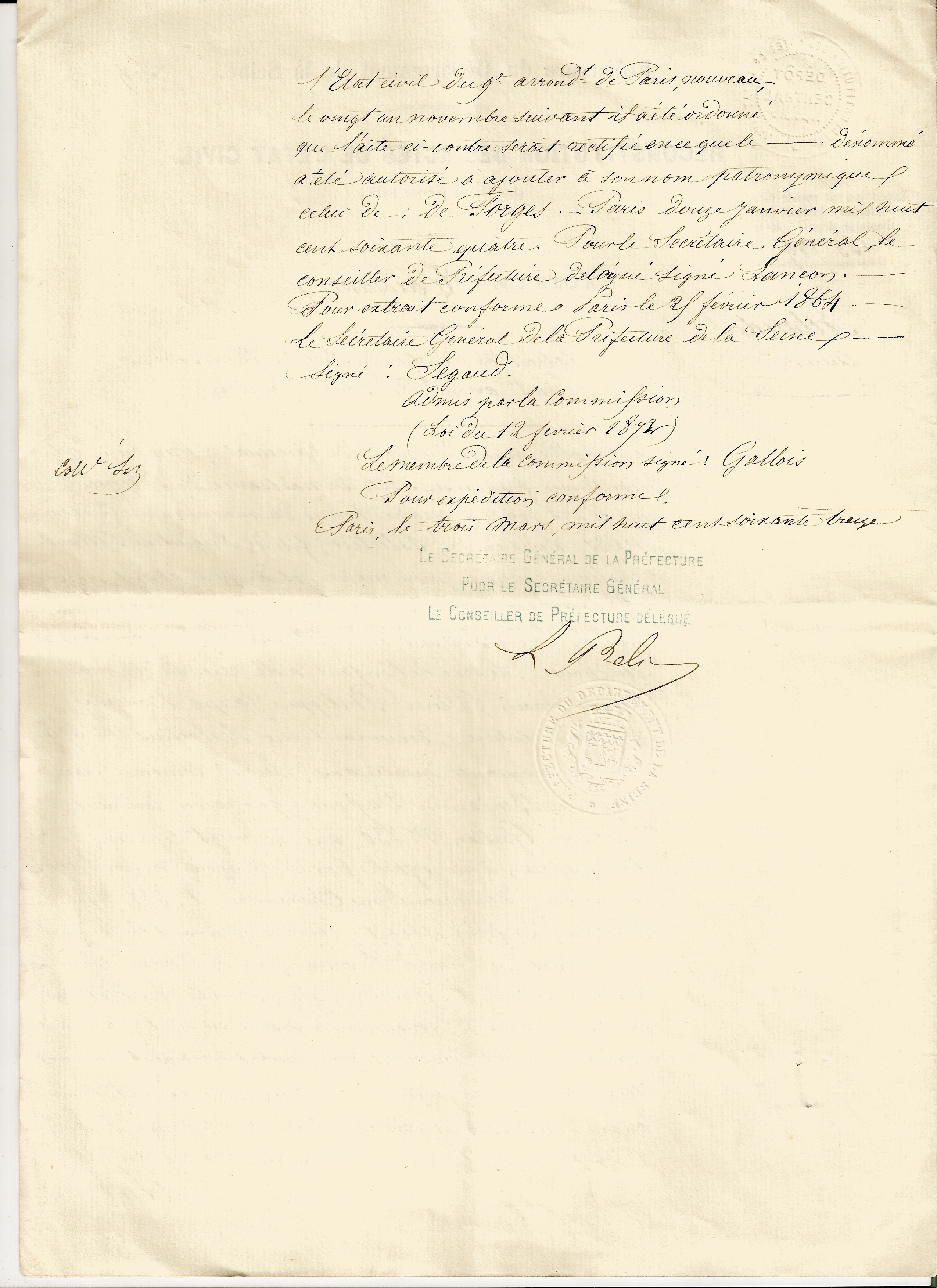
Acte de naissance reconstitué (verso)